# 天河城
天河城（英語：Teemall）是中国大陆最早运营的大型购物中心，于1996年8月18日正式开业。它位于广州市天河区体育西路和天河路交界处的天河城广场（天河路208号），曾经被誉为“中国第一商城”，是天河城商圈的重要组成部分。
截至2005年，天河城的年平均人流量为1.2亿人次，为世界第一人流量的商场，远胜于美国美利坚购物中心（5千万人次）以及加拿大埃德蒙顿购物中心（4千万人次）（后两者为世界上最大的两座购物中心），天河城甚至曾專門為減少人流量而裝修。

## 历史
- 1992年8月18日，天河城奠基，同年11月18日动工兴建。
- 1996年2月9日，天河城建成试业，并于同年8月18日正式营业。
- 2004年5月1日，五一黄金周天河城的日客流量达到81万人次，突破历史最高67万人次的记录[3]。
- 2004年10月1日，十一黄金周首日天河城再创83万人次新高[3]。
- 2005年12月，天河城开始第二次装修，天梦宫及多家租户在重新装修后开门营业。

1999年以后天河城商铺出租率一直保持在99％以上。现有商户360余家，年销售额在30至40亿元人民币。
- 2011年4月27日，上午10时左右，天河城露台冷却塔起火，未造成任何人员伤亡事故[4]。

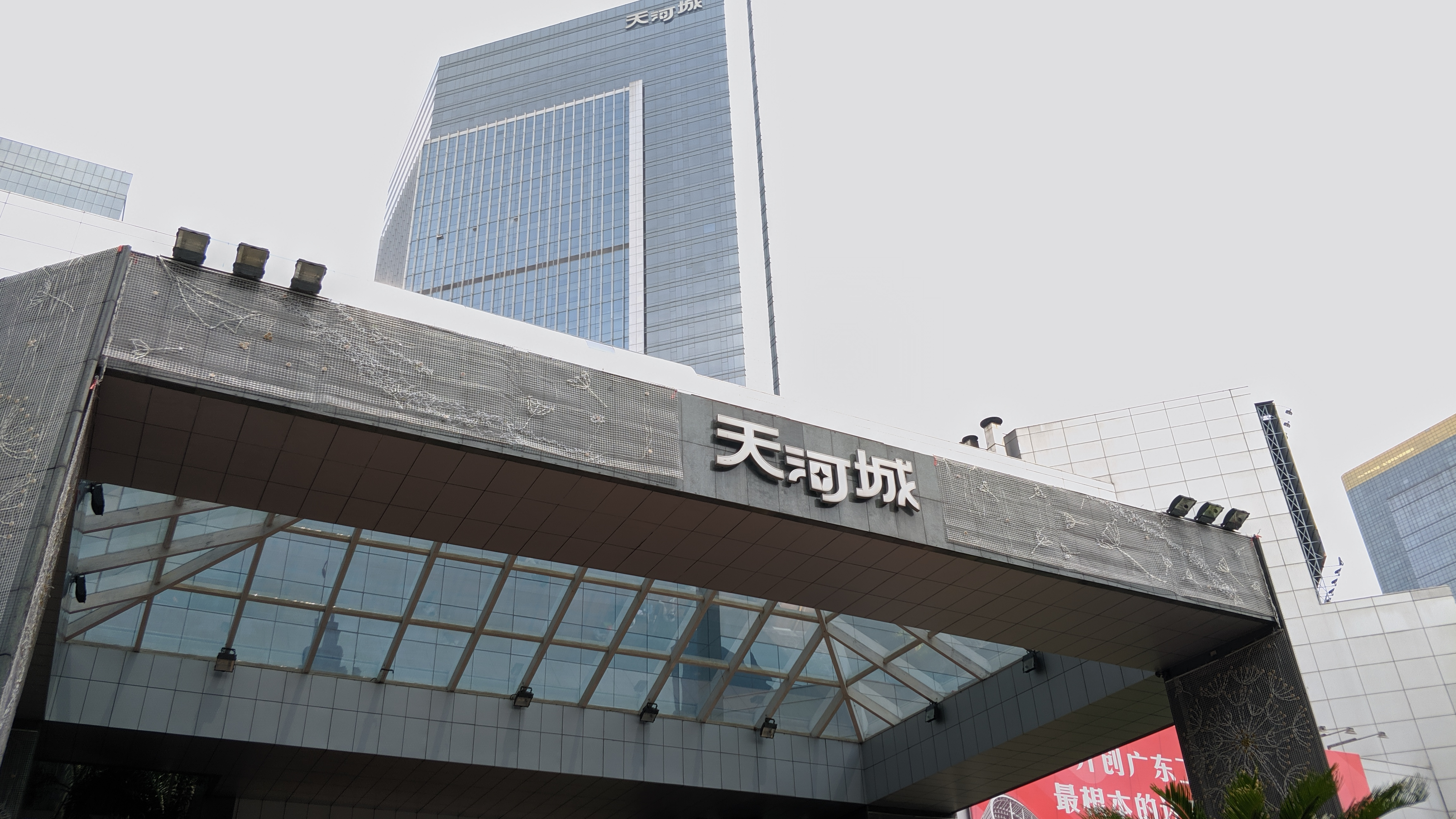
天河城南门

## 设施

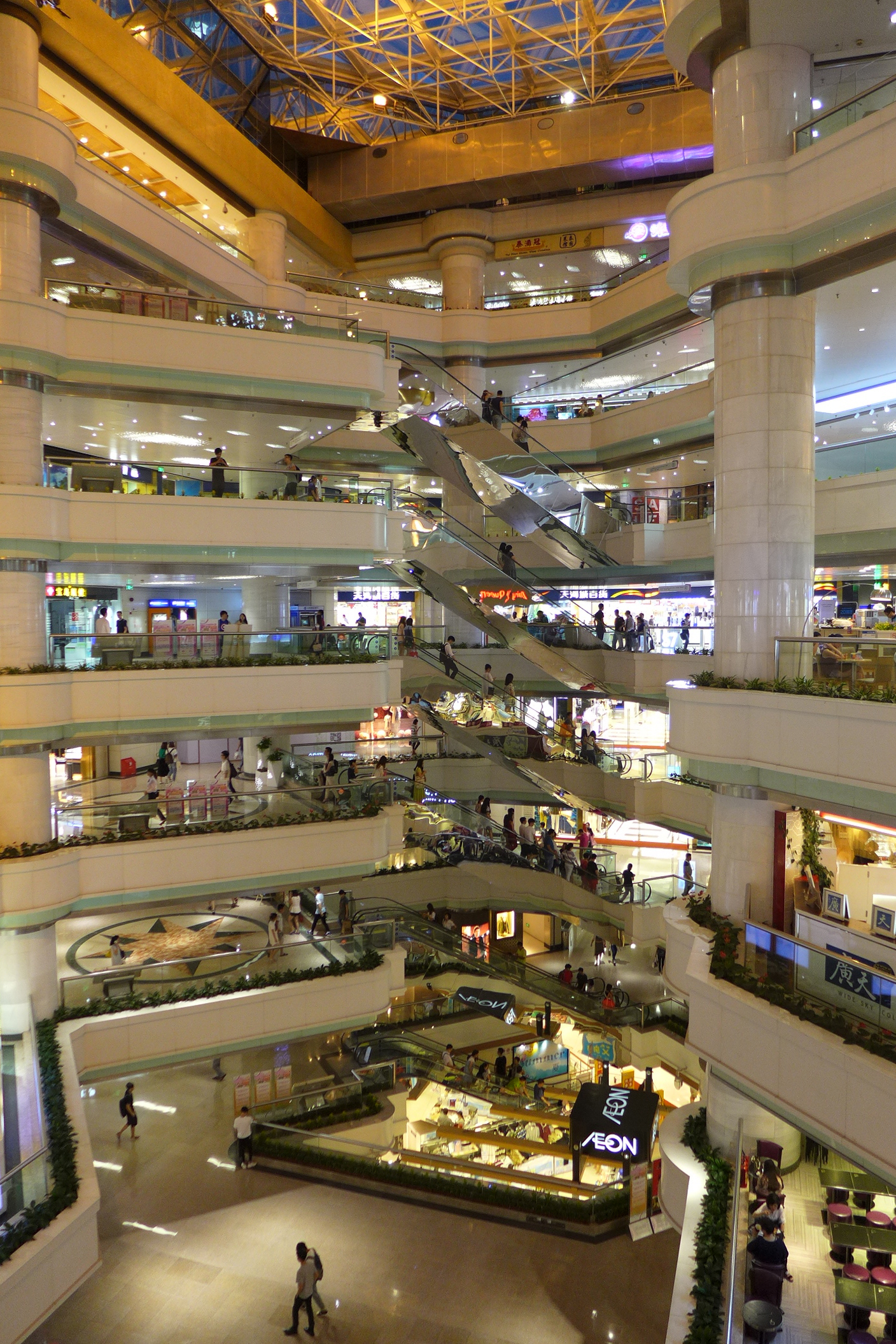
天河城中庭

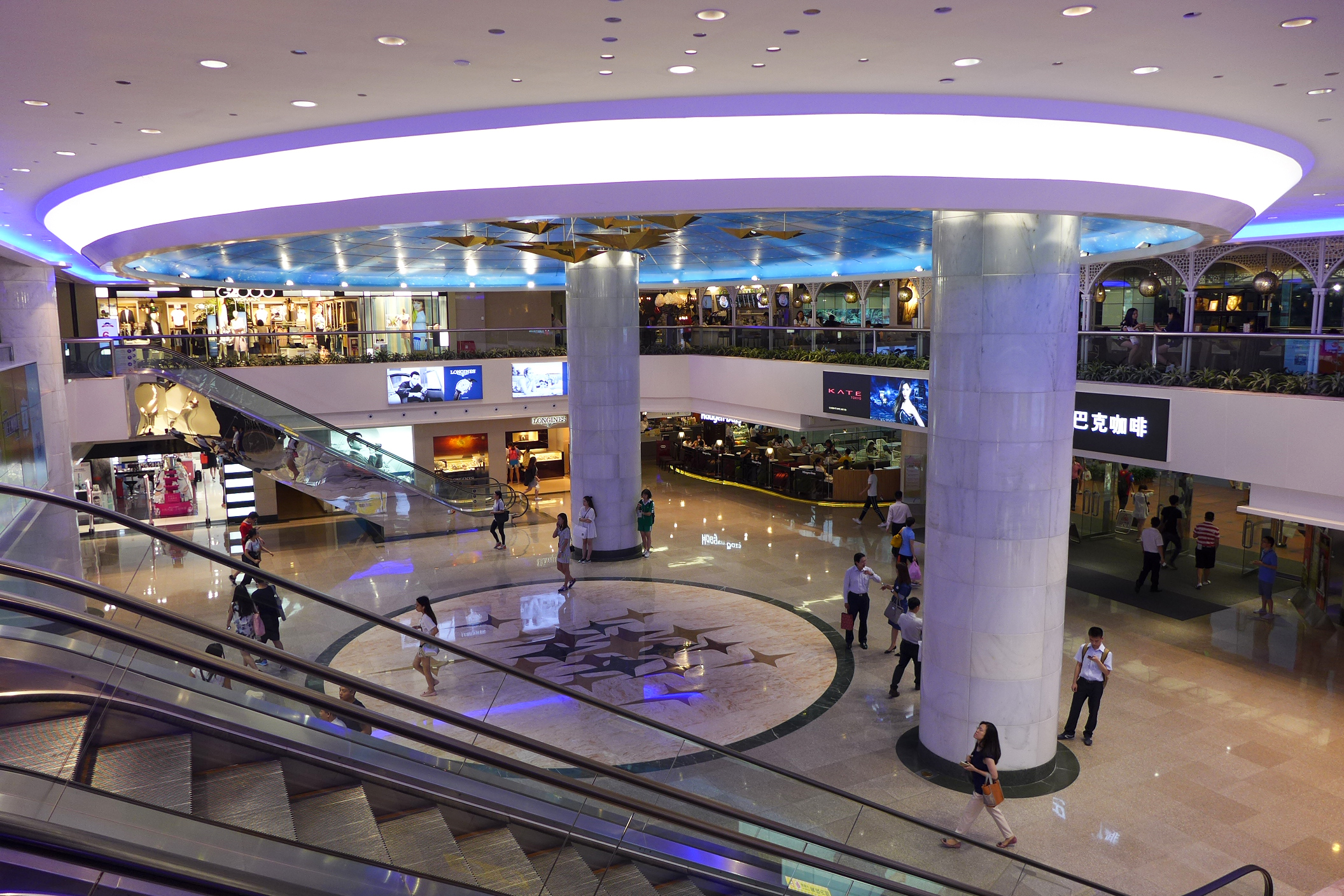
北门中庭

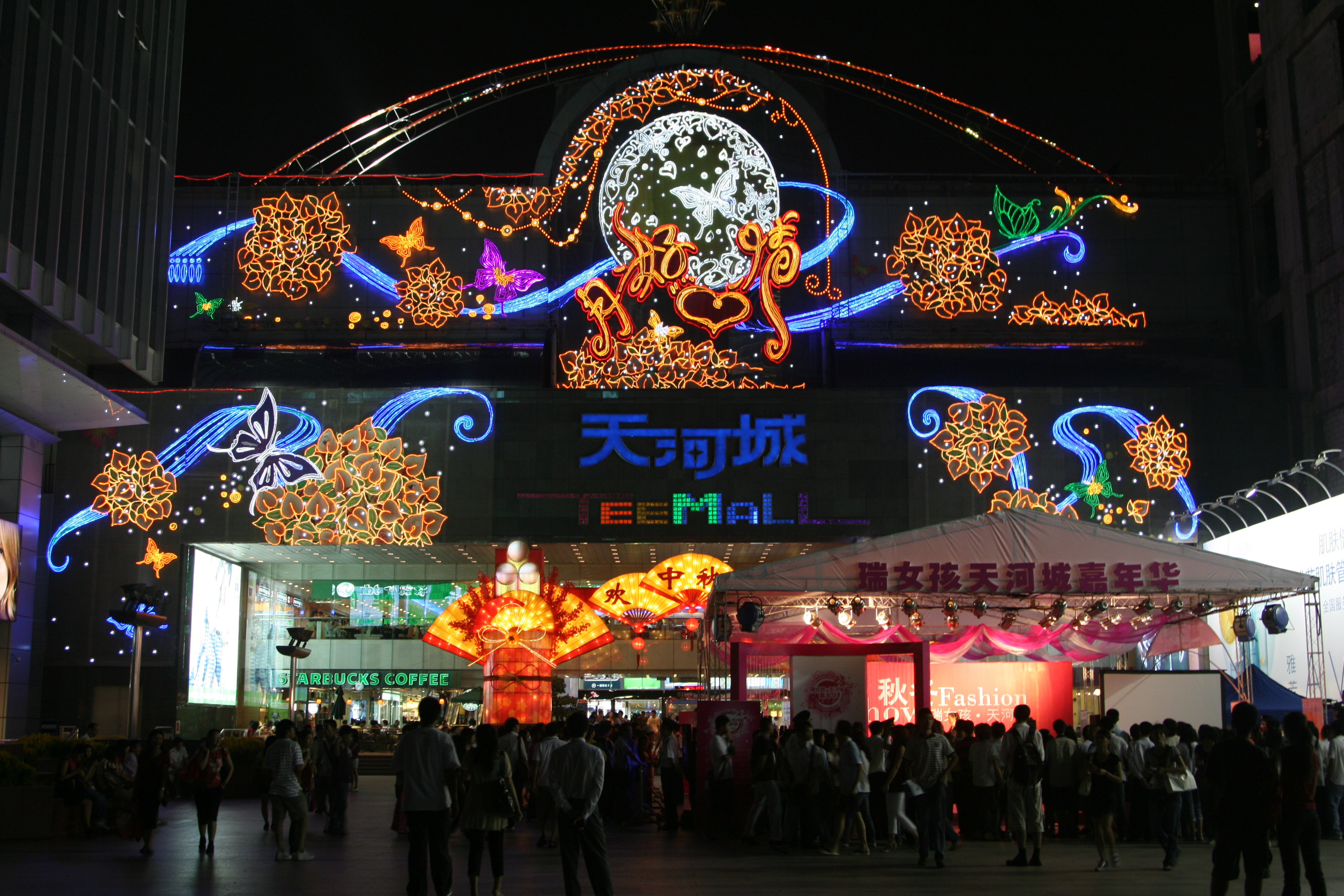
天河城夜景

天河城总高10层，其中地面7层、地下3层，建筑面积约16万平方米，其中的负1层至地上7层为商业经营场地，采用中空设计，建筑面积约11万平方米，负2、3层为停车场。另建有45层写字楼粤海天河城大厦，位于商场楼上。
-1F：日资连锁零售集团吉之岛（现易名 AEON 永旺）于1996年进驻天河城，也是其在中国大陆的首家分店，店内设有百货卖场及超级市场，在2025年7月暂停营业并改造前，营业场地几乎覆盖整个负1层；此外负1层还设有便利店及自助银行网点。地铁体育西路站的C出口亦设于此。
1F：主要为时装、皮具皮鞋、精品、名表、化妆品、银行、休闲饮品、美容中心和屈臣氏。由于便利的出入口条件，1楼云集了大批国际知名品牌，其中，北庭设有饮品连锁店星巴克、哈根达斯，钟表品牌天梭、斯沃琪以及化妆品连锁店丝芙兰；万宝龙、施华洛世奇、劳力士和资生堂等专卖店则遍布中庭周边。此外，中庭亦会不定时搭建品牌推广展台。
2F：东南塔楼为天河城百货的男装部，北部为饮品店仙踪林，西南塔楼设有名流美发中心，中庭设有多间银行柜员机；香港个人护理零售商万宁在广州的首家分店亦于2004年10月在2楼北庭开业；其余为时装及精品店铺。
3F：东南塔楼亦为天河城百货，为黄金首饰、皮具鞋类、女服、钟表及化妆品卖场；3楼还设有眼镜、精品、药房和时装零售以及休闲饮品区域。
4F：设有数码园和通讯器材城，主要销售各种电子产品，包括移动电话、电脑及配件、掌上游戏设备和音响设备等。飞扬影城于2003年在北庭开设了2个放映厅共800多个座位的电影院，2004年增加至5个放映厅，并于同年被国家广电总局认证为“五星级影院”。4楼东南塔楼同样为天河城百货的经营场地，为电器、家具用品和超市部门。
5F：为天河城百货的运动营（体育用品店）、亲子乐园和休闲馆，此外还有玩具、书店、家居精品、音像制品和美容美甲等零售店铺。
6F：主要是游乐场及美食坊。环游嘉年华是一间连锁经营的动漫游戏场所，设有各类电子游戏及比赛； 美食坊则是个包含22个风味和900个座位的饮食场地。此外，六楼还设有大家乐、宴江南、味千拉面等连锁食肆。
7F：为多间大型餐厅，租户包括俏江南餐厅、必胜客餐厅、港丽餐厅和泰满冠泰国菜馆等。天河城百货的名牌折扣店亦设于7楼。

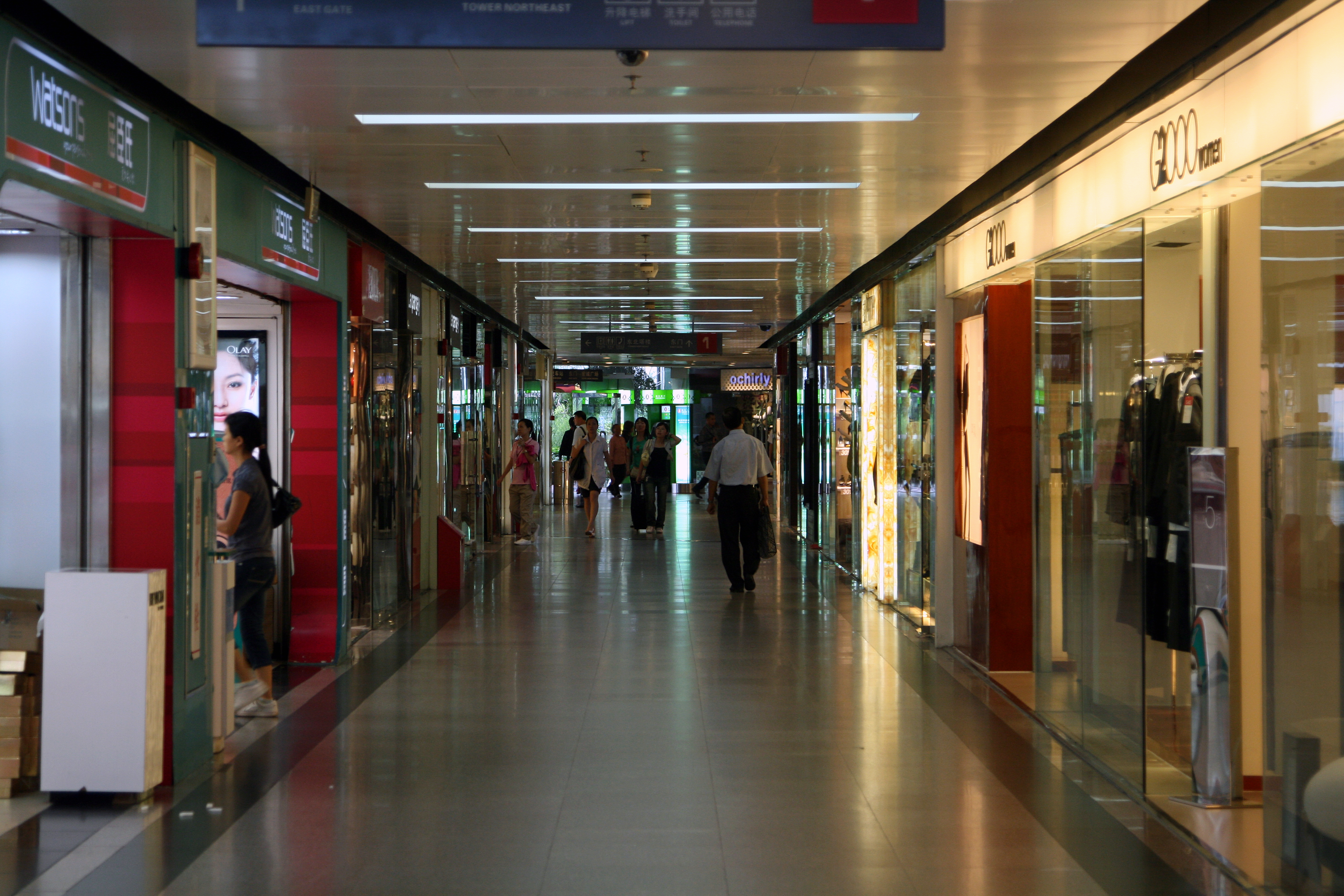
1楼东北走廊
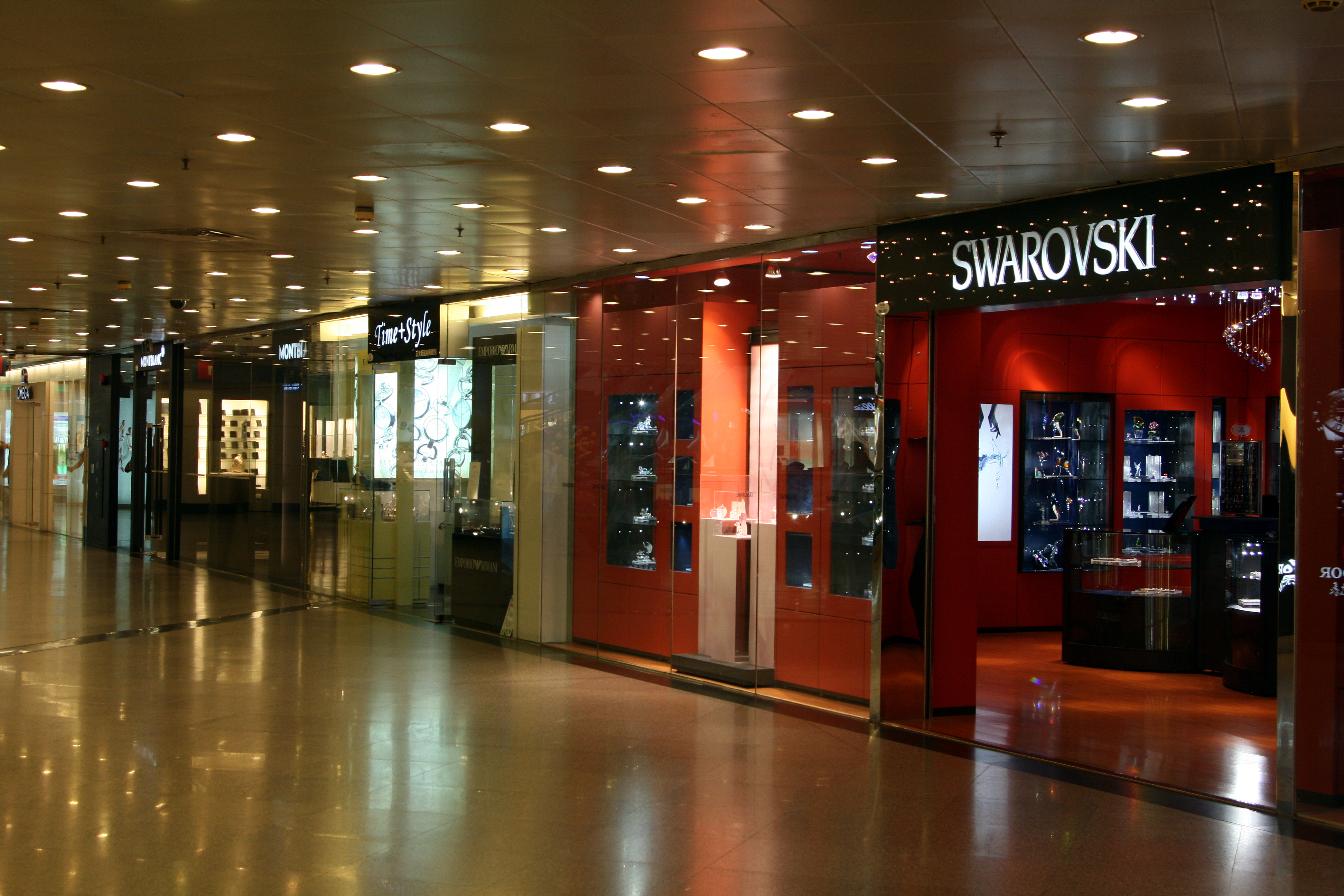
1楼中庭品牌专卖店
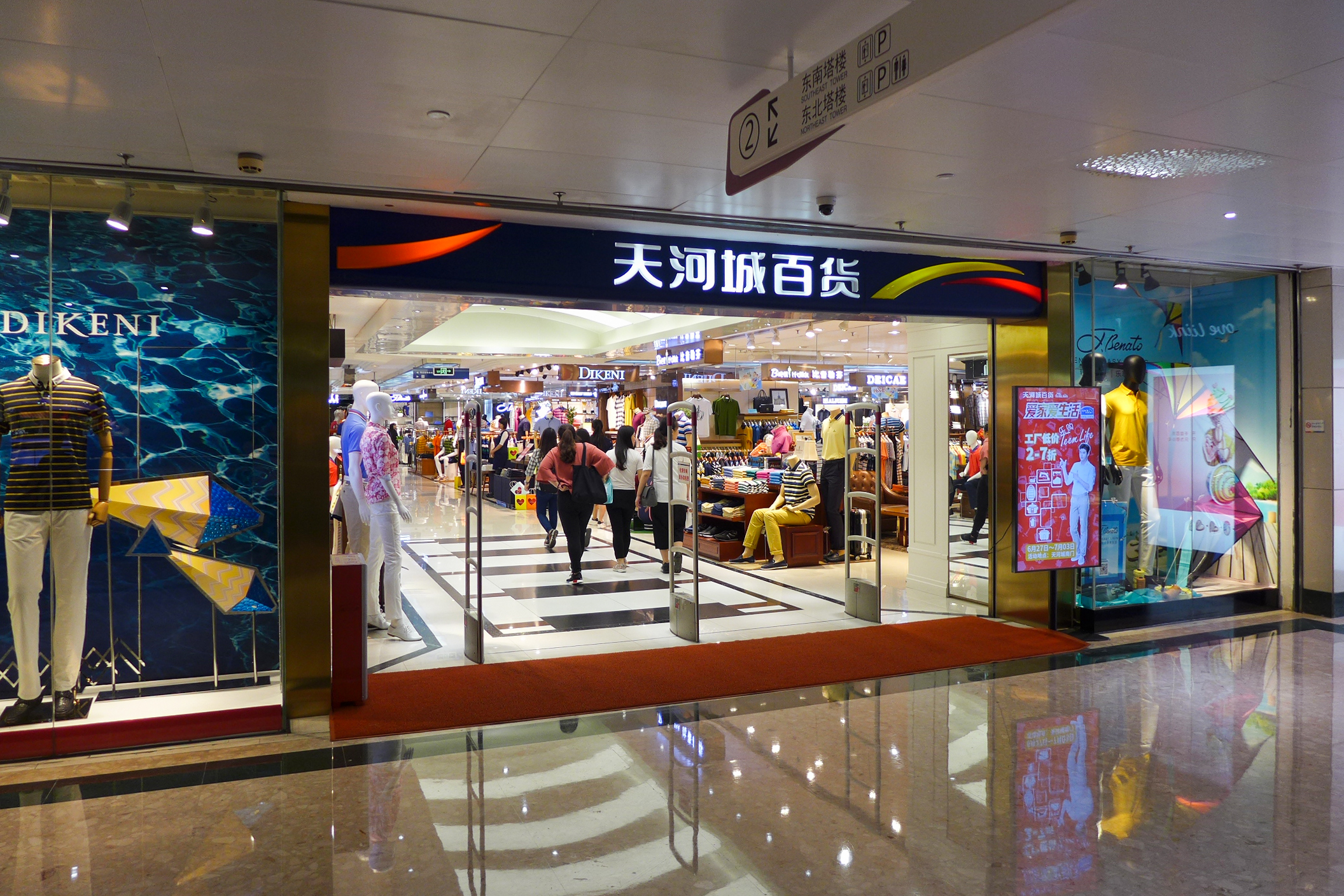
2楼天河城百货
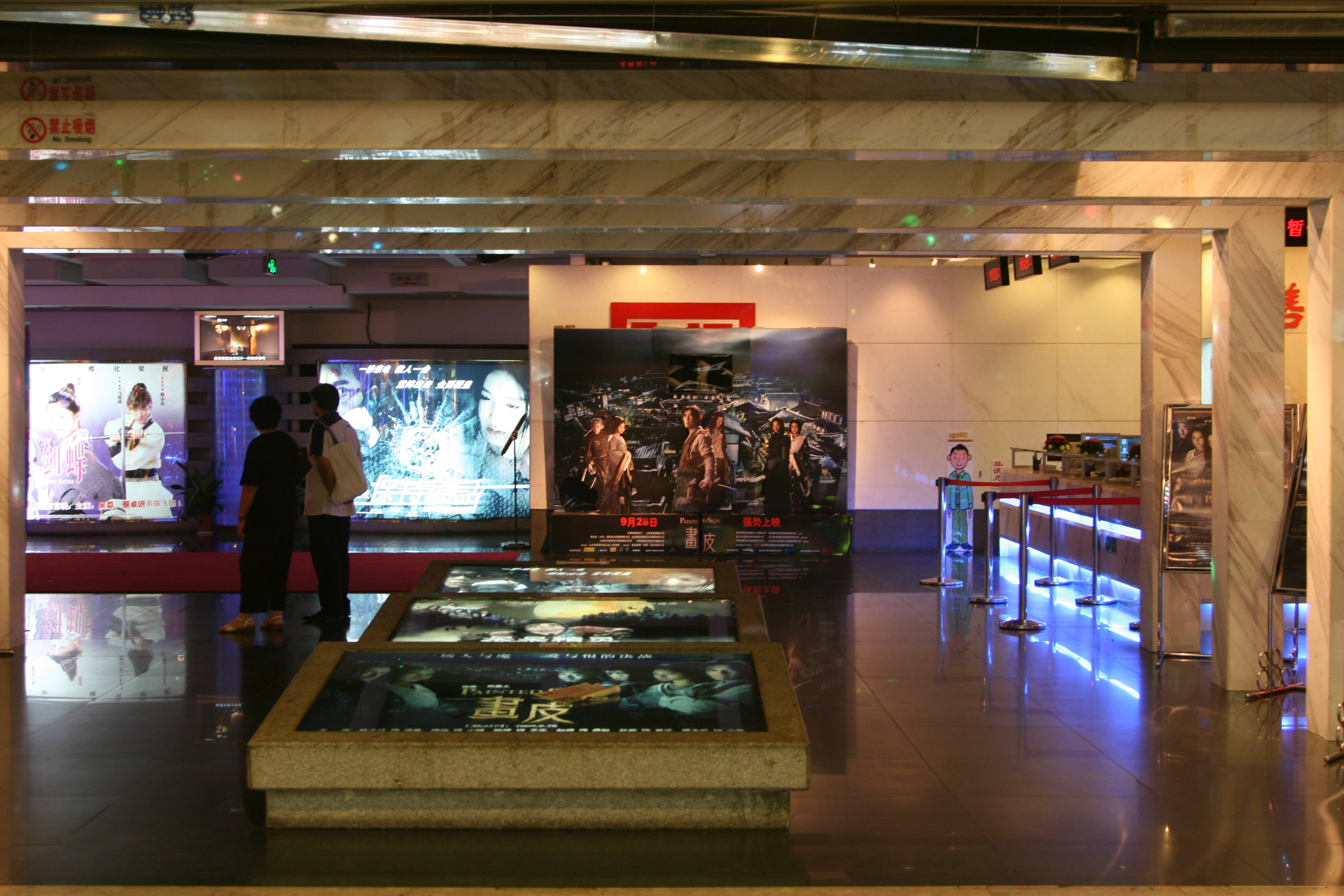
4楼飞扬影院
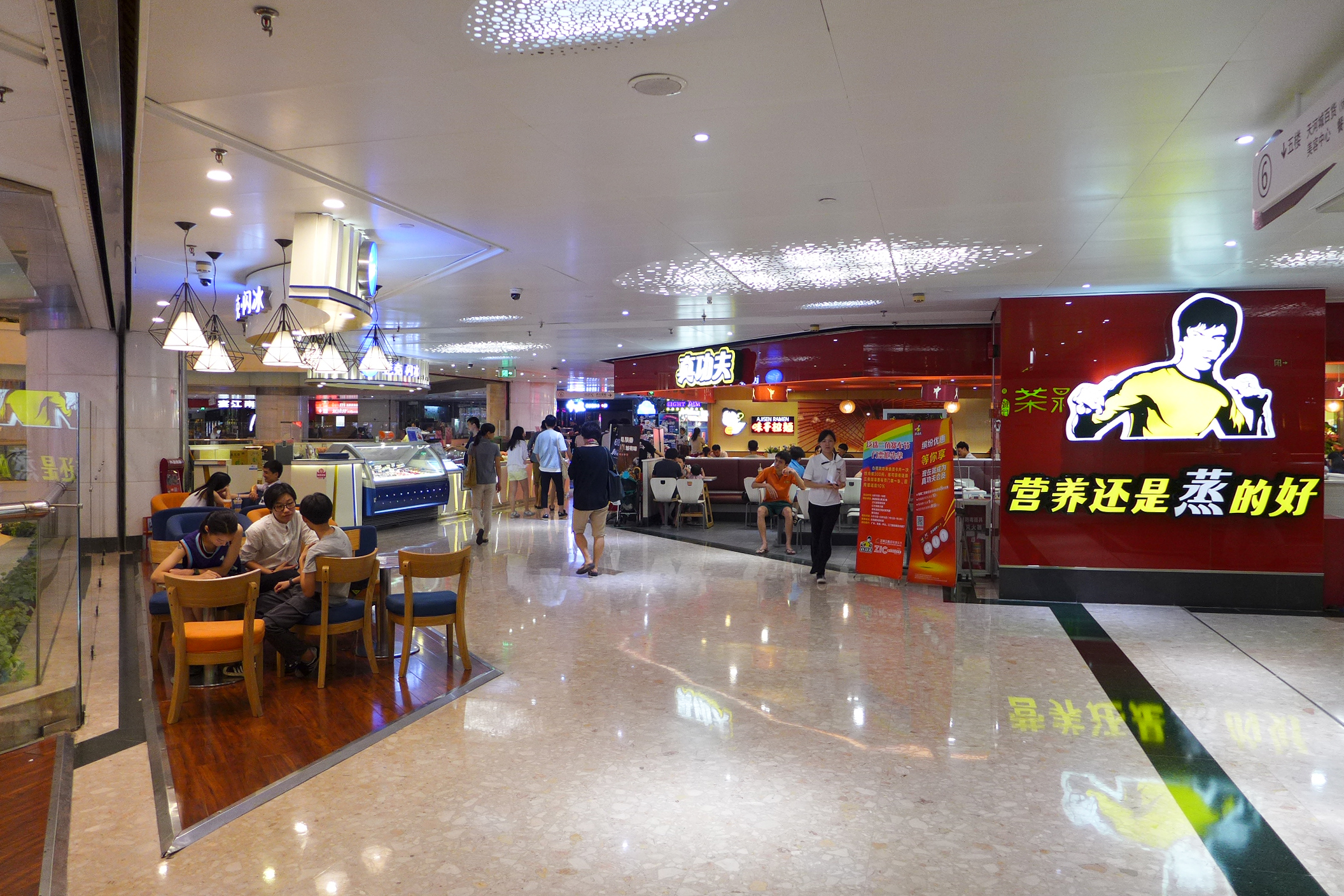
5楼餐廳
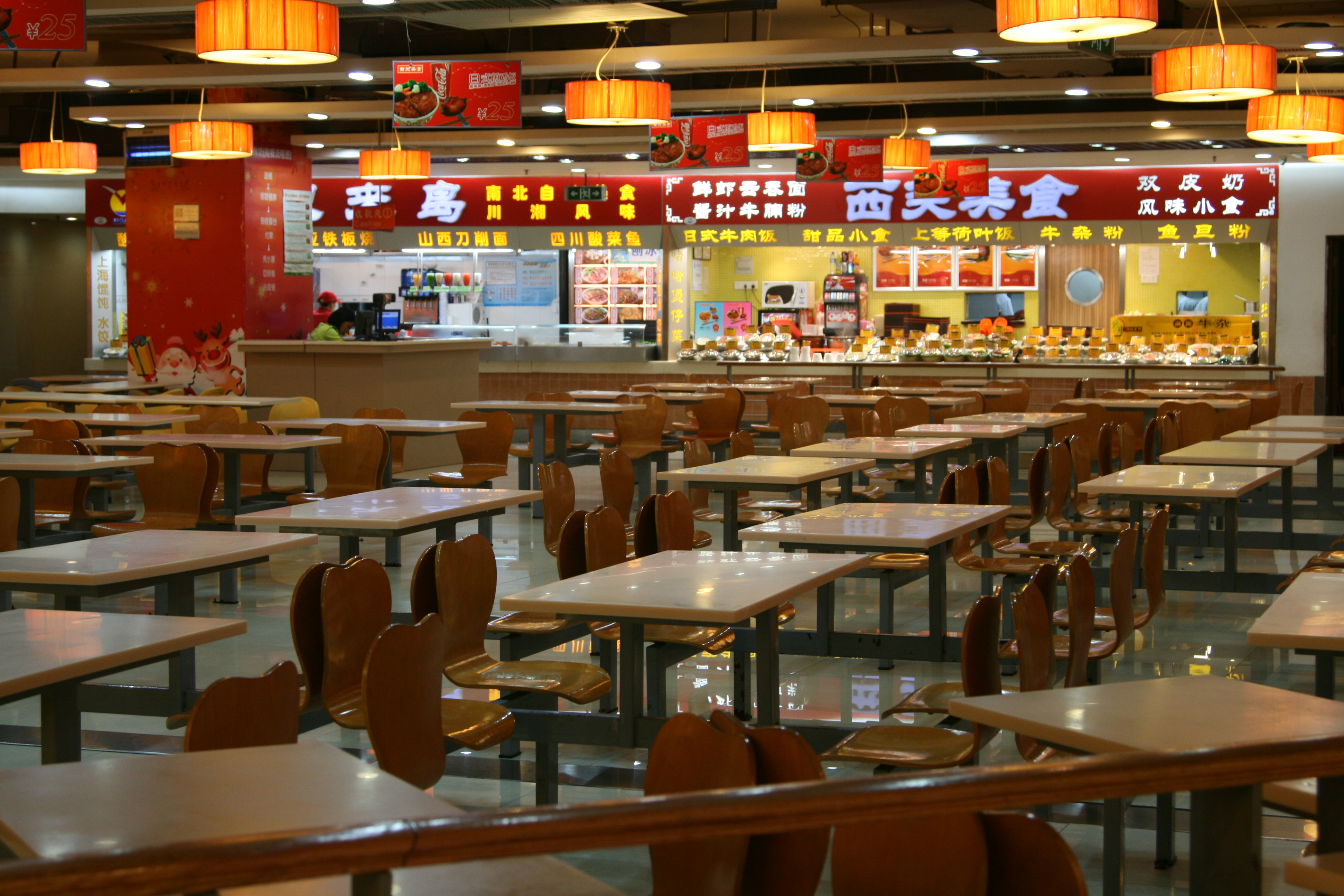
6楼美食坊

## 分店
天河城自创建以来逐步向多业态连锁经营发展，规模不断壮大，旗下现拥有三个天河城子项目、三家天河城百货店、两家奥特莱斯店和一家天河城奥莱公园，并涉足电商业务。

### 天河城子项目

#### 在营项目
- 北京路天河城：位于广州市北京路168号，北京路商圈核心区域内，原名粤海仰忠汇，于2015年12月22日开业[7]，2020年12月更名为北京路天河城[8]。
- 天津天河城：位于天津市和平区和平路，和平路地铁站3号线部分上盖商业设施，是天河城集团在全国范围内打造的第二座自营购物中心项目，于2017年6月26日开业[9]，天河城系列项目中营业规模第二大。
- 番禺天河城：位于广州市番禺区南村镇里仁洞村迎宾路东侧，万博商务区的核心区域内，于2020年12月25日开业[10]。
- 深圳天河城：位于深圳市罗湖区东昌路1号深圳粤海城，原址为金威啤酒罗湖厂区，于2022年12月24日开业[11]

#### 已转让项目
- 南海天河城：为广佛线金融高新区站的上盖商业设施，初称南海金融城广场，仅由广州地铁负责开发，于2015年8月9日开业，后由广州地铁与天河城集团合作改造，于2019年8月25日重新开业[12]，2022年7月天河城集团撤资，现已更名为广州地铁商业金融城广场[13]。
- 桂城天河城：位于佛山市南海区桂城街道南海大道，南海广场斜对面的南海体育场地块。项目初称南海创鸿城，于2011年6月开工，后转让至中融信托，更名为南海悦万城，于2016年12月24日正式对外试营业；2019年8月转让至天河城集团，更名为桂城天河城，于2019年12月15日重新开业[14]。2022年9月转让至万达集团，后更名为桂城万达广场，于2023年9月重新开业[15]。

#### 已结业项目
- 虎门天河城：位于虎门镇太沙路虎门太平广场东南，为天河城的首间分店[16]，于2005年10月28日开业，由于水土不服等多种原因而于2007年结业。

### 天河城百货店

#### 运营中
- 天河城店：是天河城商业有限公司开设的首家门店，位于天河城内，于1996年8月18日随天河城一同开业。
- 东圃店：位于广州市天河区中山大道中天银商贸大厦，于2011年12月30日开业[17]。
- 天津店：位于天津市和平区和平路，于2017年6月26日随天津天河城一同开业。

#### 已结业
- 北京路店：天河城百货接手位于广州市北京路的名盛广场开设的分店，于2008年9月26日开业，2023年3月26日结业[8]。

### 奥特莱斯店

#### 运营中
- 万博店：位于广州市番禺区番禺大道北万博中心内，于2006年1月21日开业，经营面积约2万平方米，是粤海天河城商业迈向多业态经营的第一家奥特莱斯店，亦是华南首个大型名牌折扣专业店。
- 奥体店：位于广州市天河区奥体南路优托邦购物中心四期南面一至三层，于2011年4月2日开业，经营面积2.1万平方米。

#### 已结业
- 白云新城店：位于广州市白云区云霄路，于2011年11月5日开业[18]，2013年5月16日转型为奥特莱斯店，2016年7月30日结业[19]。
- 东莞店：位于东莞市南城第一国际，是天河城百货广州地区以外的首家奥特莱斯店，于2014年8月22日开业[20]，2020年4月26日结业[21]。

### 奥莱公园
- 天河城奥莱公园：位于广州市花都区迎宾大道与清莲路交叉口北侧中恒商业广场，与地铁9号线清㘵站相连，于2022年1月15日开业，经营面积约9.8万平方米。

## 影响
作为中国大陆最早的购物中心，天河城因其庞大的客流量及稳定的盈利能力而形成了“天河城效应”，影响已波及全省乃至全国，使之成为广州现代商业的标志，成为市民和旅游宾客购物观光休闲的知名场所。继天河城后，周边的体育西路、天河路商业得以迅速发展，购物中心、食肆及娱乐设施林立，被业界称为“天河城商圈”。后来更形成了“天河城”品牌，组建了粤海天河城集团并向外地扩张，成为粤海集团盈利颇丰的业务板块。